# Benny Lynch
Benny Lynch, właśc. Benjamin John Lynch (ur. 2 kwietnia 1913 w Glasgow, zm. 6 sierpnia 1946 tamże) – szkocki bokser, były zawodowy mistrz świata kategorii muszej.

## Życiorys
Był pierwszym Szkotem, który został zawodowym mistrzem świata w boksie.
Pierwsze walki zawodowe stoczył w 1931. W maju 1934 został mistrzem Szkocji w wadze muszej po pokonaniu Jima Campbella, z którym wygrał również w pojedynku rewanżowym. 26 września tego roku pokonał na punkty Valentina Angelmanna, który w tym samym roku zremisował z ówczesnym mistrzem świata Jackie Brownem. 4 marca 1935 w Glasgow Lynch spotkał się z Brownem, który w międzyczasie utracił uznanie National Boxing Association za mistrza świata, ale był za takiego uważany w Wielkiej Brytanii. Tytuł mistrzowski nie był stawką w tej walce. Lynch zdecydowanie przeważał, ale orzeczono remis. Walka o tytuł między tymi pięściarzami odbyła się 9 września 1935 w Manchesterze. Lynch zwyciężył przez techniczny nokaut w 2. rundzie i został nowym mistrzem świata uznawanym w Wielkiej Brytanii, a także mistrzem Wielkiej Brytanii w tej kategorii wagowej.
Następnie stoczył siedem walk towarzyskich, z których wygrał sześć (pokonał go jedynie Jimmy Warnock). 16 września 1936 w Glasgow obronił tytuły mistrza świata i W. Brytanii, a także zdobył wakujący tytuł mistrza Europy (którego nigdy nie bronił) po znokautowaniu Pata Palmera w 8. rundzie.
W tym czasie NBA uznawała za mistrza świata Small Montanę, a IBU Valentina Angelmanna. 19 stycznia 1937 w Empire Pool w Londynie Lynch i Small Montana spotkali się w pojedynku unifikującym tytuł mistrzowski w wadze muszej. Lynch zwyciężył na punkty i stał się powszechnie uznawanym mistrzem świata wagi muszej. W tym czasie zaczął mieć problemy zdrowotne związane z nadużywaniem alkoholu. W marcu 1937 przegrał z Lenem Hampstonem w 5. rundzie, wcześniej zaliczając pięć nokdaunów. W czerwcu tego roku ponownie pokonał go Jimmy Warnock.
13 października 1937 w Glasgow Lynch znokautował w 13. rundzie Petera Kane'a w obronie tytułu. Niesportowy tryb życia i alkoholizm sprawiły, że Lynch nie był w stanie utrzymać limitu wagi muszej. 24 marca 1938 w Liverpoolu zremisował z Kane'em ważąc powyżej limitu wagi koguciej. Podobnie przed walką o tytuł z Jackie Jurichem 29 czerwca tego roku w Paisley ważył nie tylko ponad limit wagi muszej, ale i koguciej. Musiał zrezygnować z tytułu mistrzowskiego przed tą walką, którą wygrał przez nokaut w 12. rundzie. Potem stoczył tylko dwie walki, obie przegrane. W ostatniej 3 października 1938 w Londynie Aurel Toma znokautował go w 3. rundzie. Była to jedyna porażka przed czasem Lyncha w całej jego karierze.
Lynch później imał się różnych zajęć. Próbował zwalczyć uzależnienie od alkoholu w klasztorze Mount Melleray w Irlandii. Po powrocie do Szkocji powrócił jednak do nałogu. Zmarł w 1946 w wieku 33 lat na zapalenie płuc, będąc osłabiony przez niedożywienie i alkoholizm.
Został wybrany w 1998 do Międzynarodowej Bokserskiej Galerii Sławy.
Tragiczne życie Lyncha został ukazane w biograficznym filmie telewizyjnym z 1976 i w dokumentalnym filmie z 2005, gdzie narratorem jest Robert Carlyle.